# ويست ميامي
ويست ميامي (بالإنجليزية: West Miami, Florida)‏ هي مدينة تقع في مقاطعة ميامي داد بولاية فلوريدا في الولايات المتحدة. تأسست عام 1947، تبلغ مساحتها 1.8 (كم²)، وترتفع عن سطح البحر 3 م، بلغ عدد سكانها 5863 نسمة في عام 2000 حسب إحصاء مكتب تعداد الولايات المتحدة وتصل الكثافة السكانية فيها 3188.3 نسمة/كم2.

## وصلات خارجية
- http://www.cityofwestmiamifl.com/